# Aeroporto di Biggin Hill
L'Aeroporto di Biggin Hill (IATA: BQH, ICAO: EGKB) o Aeroporto di Londra-Biggin Hill, è un aeroporto civile situato a Biggin Hill, nel Borough di Bromley a Londra, a 12 nm (22 km; 14 mi) a sud-sud-est della Central London. L'aeroporto era precedentemente conosciuto come base della Royal Air Force RAF Biggin Hill, ed una piccola parte dello scalo ha ancora questa designazione.
Biggin Hill è principalmente conosciuto per il suo ruolo durante la Battaglia d'Inghilterra nella seconda guerra mondiale, rappresentando una delle principali basi per i caccia che difendevano Londra ed il sud-est dell'Inghilterra dagli attacchi dei bombardieri nemici.
Oggi l'aeroporto ha una licenza ordinaria della Civil Aviation Authority che permette voli per trasporto di passeggeri o per addestramento al volo. È specializzato in aviazione generale, e gestisce voli privati e grandi business jet. Al momento non vengono operati collegamenti di linea.